# Phytometra sanctiflorentis
Phytometra sanctiflorentis là một loài bướm đêm trong họ Erebidae.